# Association pour les droits des usagers de la psychiatrie
L'Association pour les droits des usagers de la psychiatrie (ADUPSY) est une organisation suisse consacrée à la défense des droits des usagers de la psychiatrie. Active une dizaine d'années à Genève, elle va — comme un mouvement d'usagers et une organisation de consommateurs — interroger la pratique de la psychiatrie, l'admission non volontaire et la privation de liberté , briser le mur du silence en Suisse romandeet interpeller le corps médical sur les méthodes thérapeutiques en vigueur. 
Son émergence suscitera de vives tensions entre les institutions psychiatriques et les collectifs d'usagers en santé mentale pour aboutir finalement, du fait d'un drame (la mort en hôpital psychiatrique de l'un de ses fondateurs), à la crise des institutions psychiatriques genevoises du début des années 1980. L'action de l'ADUPSY et la crise qui a suivi font l'objet quarante ans plus tard d'un travail académique, d'un enseignement aux étudiants en médecine de l'Université de Genève et à l'étranger d'une enquête d'un professeur de psychiatrie genevois, soumise à la critique de ses collègues, sur les origines de la crise et sur les rapports entre psychiatrie, société et politique.

## Naissance de l'association
Elle est née le 21 avril 1978 à Genève, à l’issue d’une réunion du Réseau international d’alternative à la psychiatrie, un collectif créé à Bruxelles en 1975 autour de Mony Elkaïm et des personnalités de l’antipsychiatrie comme Giovanni Jervis, Felix Guattari, Robert Castel et Franco Basaglia toutes préoccupées de proposer, dans le champ de la santé mentale, des solutions alternatives à l’hôpital psychiatrique et à la psychiatrie de secteur. Les membres de ce réseau, bientôt rejoint par des antipsychiatres anglais comme Ronald Laing et David Cooper, se réunissaient chaque année dans une ville d’Europe différente. Au printemps 1978 c’était le tour de Genève.  
Lors de cette réunion à la Maison de quartier de la Jonction, quelques personnes interpellent des soignants de l’hôpital psychiatrique universitaire de Genève  (anciennement dénommé asile puis clinique de Bel-Air, actuellement  Hôpital de psychiatrie de Belle-Idée) qui avaient dénoncé l’année précédente, en 1977 des hospitalisations sans consentement, et le recours aux électrochocs ou électroconvulsivothérapie (ECT) ,,. Elles leur enjoignent de faire quelque chose pour défendre leurs droits face aux hospitalisations et aux traitements forcés et pour développer une véritable critique visant la transformation des institutions et des pratiques professionnelles en vigueur en santé mentale à Genève,. Alain Urban ex-patient est l’une d’entre elles. June Howell Spalding est une autre ex-patiente. Avec Alain Riesen et Roger Schuler, tous deux ergothérapeutes, Barthold Bierens de Haan, psychiatre et Nils de Dardel, avocat membre de l’Association des Juristes progressifs, ils décident ce jour-là de créer l’ADUPSY.

## Principes d’action
L’Assemblée générale constitutive a lieu le 2 mars 1979 au Centre de loisirs du quartier des Eaux-Vives.
La notion d’usager de la psychiatrie qui y est adoptée souligne le caractère éphémère de cet état qui peut concerner n’importe qui à un moment de sa vie. Il fait référence au mouvement des survivants de la psychiatrie et au droit des usagers qui cherche à faire de la personne un acteur du système de santé, participant à son traitement et donnant son consentement libre et éclairé  après avoir été pleinement informée. La liberté de choisir et de s’opposer à un traitement ainsi qu’à toute mesure de contrainte sera soulignée en fixant quatre objectifs : dénoncer l’irresponsabilité civique considérée comme une sanction, étudier les projets de révision de la loi sur l’internement et la toxicomanie, établir des rapports avec les syndicats et les régies afin d’empêcher toute discrimination à l’égard des usagers de la psychiatrie et favoriser toute démarche allant dans le sens d’une légitime défense des droits des usagers de la psychiatrie.
L’ADUPSY adopte deux principes de fonctionnement. En premier lieu aucune différenciation de statut, lors de l’adhésion, ne permet de distinguer si l’on est usager, soignant ou juriste au sein du collectif. En second lieu, chaque problème soumis à l’association, notamment lors de permanences d’accueil, sera considéré sous la triple approche, celle des usagers de la psychiatrie, celle des soignants de la santé mentale et celle des juristes.

## Combats législatifs
Au cours de ses premiers mois d’existence, l’ADUPSY consacre l’essentiel de son travail à la révision de la Loi genevoise sur le régime des personnes atteintes d’affection mentale (14 mars 1936). Ne parvenant pas à se faire entendre de la Commission parlementaire qui se penche sur ce projet de loi, elle édite une brochure distribuée à l’ensemble des députés du parlement genevois, présentée le 15 septembre 1979 à la presse locale et consolidée le 23 novembre 1979 par un débat public à la Maison des Jeunes.
L’association défend deux principes essentiels: la réduction si ce n’est la suppression des internements (ou hospitalisations sans consentement) et le droit d’accepter ou de refuser un traitement. Elle demande la suppression complète des cellules d'isolement en psychiatrie présentées comme l'instrument d'un traitement inhumain. Elle appelle aussi à supprimer le Conseil de Surveillance Psychiatrique et de lui substituer une instance judiciaire constituée de trois membres, un magistrat, un psychiatre et un assistant social.
En matière de traitement et de participation à la recherche médicale, l’ADUPSY formule trois propositions: aucun traitement ne devrait être infligé à un patient sans son consentement libre et éclairé obtenu après une information aussi large et objective que possible; le patient devrait avoir la possibilité de consulter un(e) spécialiste de son choix; la participation à la recherche médicale devrait relever du même consentement après information complète; enfin, le patient devrait être assuré d’avoir accès à l’ensemble de son dossier médical.
Faisant fi des requêtes de l’ADUPSY, le parlement genevois adopte le 7 décembre 1979, la Loi sur le régime des personnes atteintes d’affections mentales et sur la surveillance des établissements psychiatriques, une loi qui renforce le processus de médicalisation de la folie et l’institutionnalisation du pouvoir médical au détriment du pouvoir administratif. Les droits des usagers de la psychiatrie restent ainsi toujours insuffisants aux yeux de l’ADUPSY.
Six mois plus tard, l’un des fondateurs de l’association va en être la victime.

## Hospitalisation de l’un des fondateurs et décès
Le 14 juin 1980, Alain Urban est admis à la clinique psychiatrique de Bel-Air et retrouvé sans vie dans sa cellule quinze jours plus tard. Placé en chambre d'isolement à caractère carcéral, c'est au cours d'une cure de sommeil administrée contre son gré et sur ordre du directeur de la clinique, le Professeur René Tissot, qu'il décédera. Ce décès de l'un des membres fondateurs de l'ADUPSY, véritable choc pour ses proches et ses amis, va être à la fois le détonateur et le révélateur d'une crise majeure de la psychiatrie institutionnelle à Genève.

## Crise des institutions psychiatriques genevoises
L’institution universitaire psychiatrique genevoise (IUPG) se trouve d’un coup au cœur de critiques venant de l’opinion publique, des milieux hospitaliers et du Conseil d’État. La Commission administrative des IUPG est dans l’obligation de constituer en octobre 1980 une commission d’enquête pour examiner la qualité des soins administrés aux patients au sein de la clinique de Bel-Air (actuellement Hôpital de psychiatrie de Belle-Idée), pour déterminer si le directeur médical R. Tissot possède les qualités requises pour diriger cet établissement, pour juger enfin d’un possible clivage entre le domaine hospitalier et extrahospitalier des IUPG. Cette commission d’enquête est composée de cinq personnes choisies par le conseiller d’État après consultation de la Faculté de médecine et du CSP.
Le 6 octobre 1980 lors d’une conférence de presse, l’ADUPSY déplore que les usagers de la psychiatrie ne soient pas représentés dans cette commission et demande la suspension provisoire de l’activité de recherche scientifique à la clinique de Bel-Air.
En septembre 1981, la Commission d’enquête remet un rapport accablant qui est immédiatement rendu public. Pour elle, les sources de la crise des IUPG est à situer dans la réorganisation de la direction des IUPG opérée en 1977, à la suite du départ de son ancien directeur, le professeur Julian de Ajuriaguerra. Il se crée alors une direction collégiale qui accentue la bipolarisation entre l’hospitalier (où les soins reposent sur l'unique modèle de la psychiatrie biologique) et l’extrahospitalier (intégrant les implications psycho-sociales et psychothérapeutiques). La commission propose la suppression des directions médicales hospitalière et extrahospitalière des IUPG et le déplacement du directeur de la clinique de Bel-Air, démis de ses fonctions de directeur médical, vers un service de recherche en biologie et pharmacologie.
Même si structurellement les IUPG s’en trouvent réorganisées, pour l’ADUPSY ses revendications et ses espoirs en faveur d’une psychiatrie alternative échouent.
L’enquête pénale qui s’ouvre immédiatement après le décès d’Alain Urban va durer plus de huit ans, mobiliser trois juges d’instruction, un collège d’experts médicaux chargé de la première expertise et un psychiatre chargé de la contre-expertise. Pour ce dernier, face à la résistance d’Alain Urban à son traitement hospitalier, il était dans la logique du système de Bel-Air de chercher à casser le patient, à vaincre ses défenses par l’emploi d’une chimiothérapie lourde comme permettait de le faire la cure de sommeil, d’où une indication qui serait plus d’ordre subjectif que scientifique. Huit ans plus tard, le 24 janvier 1989, le juge d’instruction clôt le dossier et édicte son ordonnance de classement sans prononcer d’inculpation, malgré une expertise médicale et une contre-expertise qui chargeaient les responsables du traitement prescrit.
L’ADUPSY, ne disposant pas des qualités juridiques pour être plaignante et pour recourir contre cette ordonnance, est dès lors impuissante. Lors d’une ultime conférence de presse, après le non-lieu, l’association et les amis d’Alain Urban dénonceront sa mort non d'une maladie, ni d'un accident mais des suites d'un traitement médicamenteux qu'il n'avait ni choisi, ni accepté.

## L’ADUPSY a ouvert la voie du combat pour les droits des patients
Des militants ont continué le combat. Ils ont obtenu des changements législatifs, comme l’interdiction des chambres d’isolement à caractère carcéral et des électrochocs, le consentement éclairé pour toute mesure diagnostique et thérapeutique et pour toute recherche clinique de nature expérimentale et l'accès au dossier médical. Ils ont permis qu’une association fasse partie de la Commission de surveillance des professions de santé et des droits des patients à l'écoute de personnes qui contestent leur hospitalisation sous contrainte, leur traitement ou formulent d'autres plaintes. Enfin un organisme de conseilleurs-accompagnants, indépendant des institutions, a été créé, toute personne hospitalisée en psychiatrie pouvant faire appel à lui pour faire valoir ses besoins et ses droits.
Pour certains l'ADUPSY et ses militants ont été des précurseurs. Il existe maintenant des mouvements et des associations qui viennent en aide aux usagers de la psychiatrie comme Psychex sur le plan juridique, ou le Mouvement des entendeurs de voix et Pro Mente Sana sur le plan des usagers s'appuyant sur la pair-aidance et le concept de rétablissement en santé mentale. Et puis sur le plan des soignants, des psychiatres et des psychologues unis dans un  Réseau de psychiatrie critique (en) questionnent les résultats des traitements médicamenteux et leurs bases scientifiques, privilégient la psychothérapie et innovent avec Open Dialogue (ou Dialogue ouvert) une démarche qui intègre les proches et l'environnement dans la prise en charge d'une personne en souffrance.